# トランブル郡 (オハイオ州)
トランブル郡（英: Trumbull County）は、アメリカ合衆国オハイオ州の北東部に位置する郡である。人口は20万1977人（2020年）。郡庁所在地はウォーレンであり、同郡で人口最大の都市である。
トランブル郡は、ヤングスタウン・ウォーレン・ボードマン都市圏に属している。郡名はコネチカット州知事を務め、トランブル郡に土地を所有したことがあったジョナサン・トランブルに因んで名付けられた。郡設立時の郡域はコネチカット西部保留地全体に渡っていたが、その後幾つかの郡が創設分離して小さくなった。

## 地理
アメリカ合衆国国勢調査局に拠れば、郡域全面積は636.57平方マイル (1,648.7 km2)であり、このうち陸地618.30平方マイル (1,601.4 km2)、水域は18.27平方マイル (47.3 km2)で水域率は2.87%である。トランブル郡の郡域は一辺がほぼ25マイル (40 km) の正方形であり、オハイオ州では唯一正方形をした郡である。

### 隣接する郡
- アシュタビューラ郡 - 北
- クロウフォード郡 (ペンシルベニア州) - 北東
- マーサー郡 (ペンシルベニア州) - 東
- マホニング郡 - 南
- ポーテージ郡 - 南西
- ジアーガ郡 - 北西

## 人口動態
以下は2000年国勢調査による人口統計データである。
- 人口: 225,116人
- 世帯数: 89,020 世帯
- 家族数: 61,690 家族
- 人口密度: 141人/km2（365人/mi2）
- 住居数: 95,117軒
- 住居密度: 60軒/km2（154軒/mi2）

人種別人口構成
- 白人: 90.21%
- アフリカン・アメリカン: 7.90%
- ネイティブ・アメリカン: 0.15%
- アジア人: 0.45%
- 太平洋諸島系: 0.02%
- その他の人種: 0.21%
- 混血: 1.07%
- ヒスパニック・ラテン系: 0.80%

言語による構成
- 英語：94.6%
- ドイツ語：1.0%

年齢別人口構成
- 18歳未満: 24.4%
- 18-24歳: 7.7%
- 25-44歳: 27.3%
- 45-64歳: 24.8%
- 65歳以上: 15.7%
- 年齢の中央値: 39歳
- 性比（女性100人あたり男性の人口）
  - 総人口: 93.8
  - 18歳以上: 90.6

世帯と家族（対世帯数）
- 18歳未満の子供がいる: 29.9%
- 結婚・同居している夫婦: 52.9%
- 未婚・離婚・死別女性が世帯主: 12.5%
- 非家族世帯: 30.7%
- 単身世帯: 26.9%
- 65歳以上の老人1人暮らし: 11.4%
- 平均構成人数
  - 世帯: 2.48人
  - 家族: 3.02人

収入と家計
- 収入の中央値
  - 世帯: 38,298米ドル
  - 家族: 46,203米ドル
  - 性別
    - 男性: 36,823米ドル
    - 女性: 24,443米ドル
- 人口1人あたり収入: 19,188米ドル
- 貧困線以下
  - 対人口: 10.3%
  - 対家族数: 7.9%
  - 18歳未満: 15.4%
  - 65歳以上: 7.6%

## 郡区

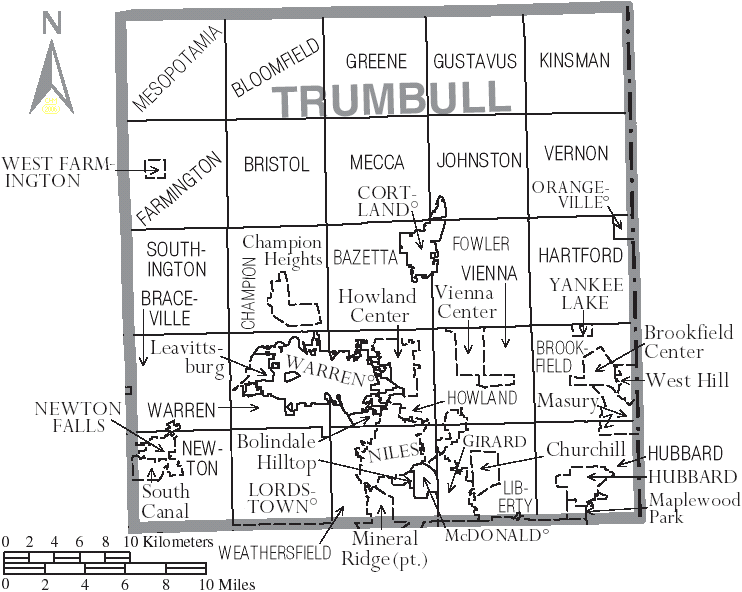
トランブル郡図

トランブル郡は下記24の郡区に分割されている。
| - バゼッタ - ブルームフィールド - ブレイスビル - ブリストル - ブルックフィールド - チャンピオン | - ファーミントン - ファウラー - グリーン - グスタブス - ハートフォード - ハウランド | - ハバード - ジョンストン - キンズマン - リバティ - メッカ - メソポタミア | - ニュートン - サウシントン - バーノン - ビエナ - ウォーレン - ウェザーズフィールド |

## 都市
| - ウォーレン - 郡庁所在地 - ナイルズ - コートランド - ジラード - ハバード - ニュートンフォールズ - ヤングスタウン（小部分） |

### 村
| - ローズタウン - マクドナルド - オレンジビル | - ウェストファーミントン - ヤンキーレイク |

### 廃村
- ローズタウン郡区

### 国勢調査指定地域
| - ボーリンデール - ブルックフィールドセンター - チャンピオンハイツ - チャーチル - ヒルトップ | - ハウランドセンター - リービッツバーグ - メイプルウッドパーク - メイサーリー | - ミネラルリッジ - サウスキャナル - ビエナセンター - ウェストヒル |

### 未編入の町
| - ブリストルビル - バージル - センターオブザワールド | - ファームデール - ファウラー - ハートフォード | - キンズマン - ノースブルームフィールド - サウシントン |

## 教育
- ケント州立大学が郡内にトランブル地域キャンパスを運営しており、幾つかの準学士や学士の称号を取得できる。